# Nepharis doddi
Nepharis doddi là một loài bọ cánh cứng trong họ Silvanidae. Loài này được Lea miêu tả khoa học năm 1916.